# Fritz Klimsch

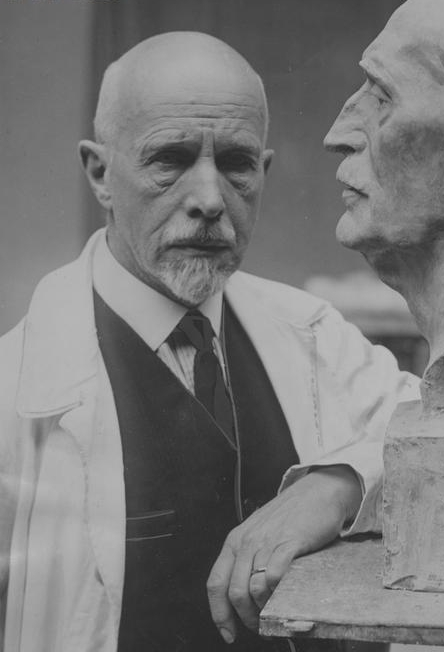
Fritz Klimsch (1940)

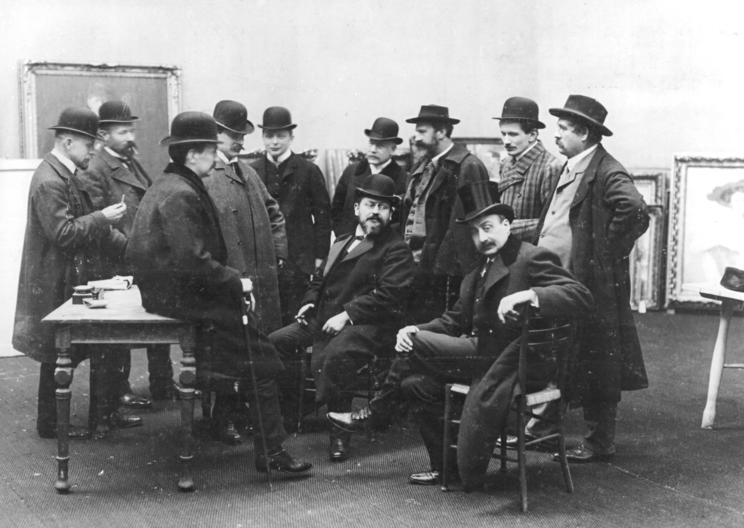
Jury für die Ausstellung der Berliner Secession, 1908, mit Fritz Klimsch (links). Weiter von links: August Gaul, Walter Leistikow, Hans Baluschek, Paul Cassirer, Max Slevogt (sitzend), George Mosson (stehend), Max Kruse (stehend), Max Liebermann (sitzend), Emil Rudolf Weiß (stehend), Lovis Corinth (stehend)

Fritz Klimsch (* 10. Februar 1870 in Frankfurt am Main; † 30. März 1960 in Freiburg) war ein deutscher Bildhauer und Medailleur. Er entstammte der Frankfurter Künstler- und Unternehmerfamilie Klimsch und war der jüngere Bruder des Malers Paul Klimsch.

## Leben und Wirken
Klimsch war der Sohn des Illustrators Eugen Klimsch und Enkel des Malers und Lithografen Ferdinand Klimsch; seine älteren Brüder Karl und Paul waren als Maler tätig. Er studierte an der Königlichen Akademischen Hochschule für die bildenden Künste in Berlin und war dort Schüler von Fritz Schaper. Zwischen 1892 und 1900 hielt er sich wiederholt in der Villa Strohl-Fern in Rom auf. 1894 heiratete er Irma Lauter (1872–1948), aus der Ehe gingen vier Kinder hervor. Gemeinsam mit Walter Leistikow und Max Liebermann gründete Klimsch 1898 die Berliner Secession. Ab 1912 war Klimsch Mitglied der Preußischen Akademie der Künste und ab 1916 deren Senator. Seit 1921 wirkte er bis zu seiner Versetzung in den Ruhestand 1935 als Professor an den Vereinigten Staatsschulen für freie und angewandte Kunst in Berlin. 1920 war er Mitbegründer der Freien Secession. Einer seiner Mäzene war der Industrielle Carl Duisberg.
Bereits in der Zeit der Weimarer Republik war Klimsch einer der berühmtesten Bildhauer. Nach 1933 passte er sich stilistisch dem Geschmack der NS-Parteiprominenz an und schuf – wie Arno Breker und Georg Kolbe – zahlreiche naturalistische (meist weibliche) Akt-Darstellungen. Kunstwerke von Klimsch waren prestigeträchtige Luxusgüter, die auch Nationalsozialisten interessierten. Es sollte jedoch bis nach der Machtergreifung dauern, bis führende Personen des Regimes, u. a. Hitler, entsprechende Werke kaufen konnten, oder bei Klimsch in Auftrag gaben, darunter Büsten von Ludendorff, Wilhelm Frick, Hitler und der Schauspielerin Marianne Hoppe. Joseph Goebbels bezeichnete Klimsch in seinem Tagebuch als „der reifste unter unseren Plastikern. Ein Genie. Wie er den Marmor behandelt.“ Klimsch war regelmäßig auf der Großen Deutschen Kunstausstellung 1937 bis 1944 in München vertreten. Dem privaten Ankauf seiner Werke durch Größen des Regimes folgten staatliche Aufträge etwa für Brunnenplastiken für die Ministerien von Goebbels und Göring. Bei den Ausstellungen Deutsche Künstler und die SS wurden seine Werke Jugend, Mädchenfigur im Gewand sowie eine Jünglingsfigur gezeigt. Vom 26. März bis 24. April 1938 veranstaltete die Hauptstelle Bildende Kunst im Amt des Beauftragten des Führers für die gesamte geistige und weltanschauliche Erziehung der NSDAP (Amt Rosenberg) im Ausstellungsgebäude Tiergartenstraße in Berlin eine Retrospektive seiner Werke der letzten 15 Jahre. Im Jahr 1938 arbeitete er im Auftrag des Goebbels-Ministeriums an einem Mozart-Denkmal für Salzburg (Modellentwürfe 1945 zerstört), für fünf überlebensgroße Figuren in Marmor (vier weibliche und eine männliche) berechnete er 300 000 Reichsmark. Ein Exemplar seiner Bronze-Aktstatue „Olympia“ wurde 1939 im Garten von Hitlers Reichskanzlei aufgestellt. Zu seinem 70. Geburtstag wurde ihm 1940 von Hitler die Goethe-Medaille für Kunst und Wissenschaft verliehen – die eigentlich von Goebbels beantragte Verleihung des Adlerschildes kam aus technischen Gründen nicht zustande. Für die Umgestaltung der Stadt Posen 1943 wurde er mit einem Schiller-Denkmal beauftragt.   Im Jahr 1944, in der Endphase des Zweiten Weltkriegs, nannte ihn Hitler auf der Sonderliste der Gottbegnadetenlisten unter den 12 wichtigsten bildenden Künstlern des NS-Regimes. Er wurde als NS-Belasteter von der 1955 neugegründeten Akademie der Künste ausgeschlossen.
Nach dem Zweiten Weltkrieg siedelte Klimsch mit seiner Ehefrau Irma und Familie nach Salzburg um, wurde aber mit seiner Familie am 8. Februar 1946 von Bürgermeister Richard Hildmann als Reichsdeutscher ausgewiesen. Über München gelangte die Familie nach Freiburg. Sein Sohn Uli und dessen Frau Liesl nahmen ihn auf dem Hierahof in Saig auf.
Zum 90. Geburtstag im Jahre 1960 verlieh ihm der damalige baden-württembergische Innenminister Filbinger das Große Verdienstkreuz. Fritz Klimsch starb in einer Klinik in Freiburg im Breisgau am 30. März 1960. Er war seit 1955 Ehrenbürger von Saig, wo er am 2. April 1960 auch beigesetzt wurde.

### Künstlerische Entwicklung

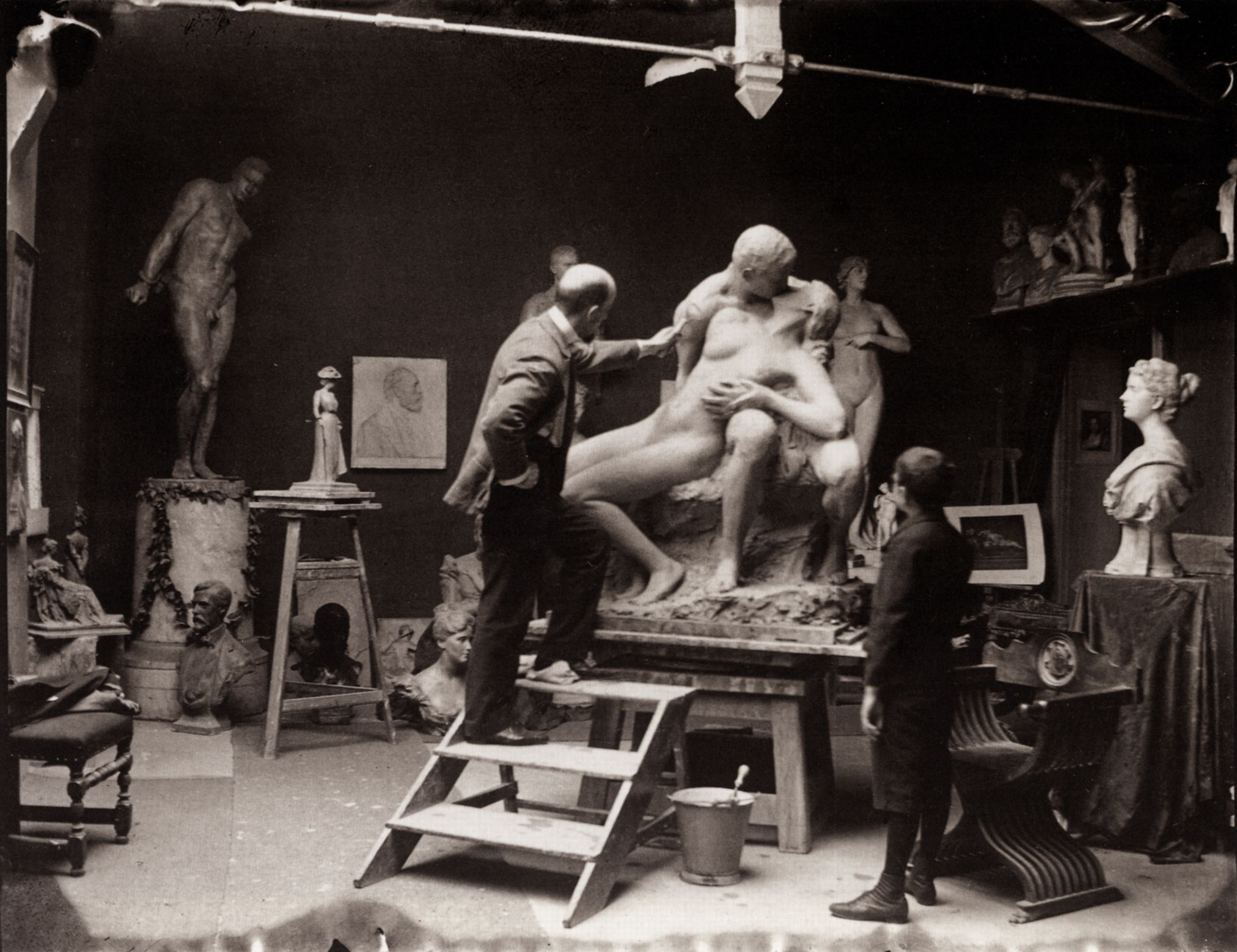
Fritz Klimsch im Atelier
(Foto: Heinrich Zille ca. 1900)

Studienreisen nach Italien (1895, 1901) und nach Griechenland (1901) beeinflussten Klimschs künstlerischen Stil, der verschiedenen Wandlungen unterlag und zunächst an Begas orientiert war. Vor dem Ersten Weltkrieg waren Einflüsse von Hildebrand und Maillol zur erkennen, in den Zwanziger Jahren auch von Wilhelm Lehmbruck. Ab den späten 1920er Jahren schuf Klimsch (bevorzugt weibliche) Akt-Darstellungen. Als Inspiration benannte Klimsch ausschließlich „Hellas“. Am bekanntesten war die ‚Die Hockende’ von 1928, es folgten u. a. ‚Die Schauende’, ‚Die Woge’, ‚In Wind und Sonne’, ‚Die Jugend’, ‚Sommertag’, ‚Olympia’, ‚Galatea’, ‚Die Träumende’, ‚Die Liegende‘, ‚Blick in die Weite‘. Von diesen teureren Bronzeskulpturen fertigte Rosenthal verkleinerte erschwinglichere Figuren aus Biskuitporzellan, die von der Oberfläche und Form ganz den Originalen entsprachen.
Nachdem er sich nach Kriegsende im Schwarzwald niedergelassen hatte, lebte er zurückgezogen und schuf nur noch wenige, kleinformatige Werke.

## Werke (Auswahl)

### Skulpturen
- Der Gefesselte, 1892 auf der Großen Berliner Kunstausstellung gezeigt.
- Büste von Frau St. (Marmor) und Mädchen beim Auskleiden (Bronze), beide 1904 gezeigt auf der ersten Ausstellung des Deutschen Künstlerbundes im Königlichen Ausstellungsgebäude am Königsplatz in München.[24]
- Hermes bzw. Merkur, Marmorskulptur, Stiftung für die Handelshochschule Berlin im Jahre 1907 (heute Foyer Festsaal der Wirtschaftswissenschaftlichen Fakultät der Humboldt-Universität zu Berlin)
- Büste Max Liebermann, Bronze, 1912, 1917 auf der Großen Berliner Kunstausstellung in Düsseldorf ausgestellt.[25]
- Der Sämann, auch genannt Nackter Bauer, 1912, Bronze, seit 1986 auf dem Klemensplatz in Düsseldorf-Kaiserswerth (vorher ab 1955 im Elisenpark in Aachen), eine Stiftung des Architekten Walter Brune
- Der Gebeugte in Słupsk 1918/1919
- Nike in der Treppenhalle der Hautpverwahltung des Bayerwerks in Leverkusen, 1920[26]
- Flora, 1921, Steinplatz (Berlin-Charlottenburg)
- Gerhart-Hauptmann-Denkmal (Berlin), 1922
- Ullstein-Eule auf dem Eingangspavillon des „Ullstein-Druckhauses“ in Berlin-Tempelhof, 1927
- Nymphe am Wasser 1930 (Frankfurt am Main)
- Die Hockende, 1928
- Maja, 1931, vor dem Heimatmuseum Berlin-Köpenick, ursprünglich im Strandbad Müggelsee in Berlin-Rahnsdorf aufgestellt.
- Eva, 1934
- Die Schauende, 1932, Carl-Duisberg-Bad, Friedrich-Ebert-Straße, Leverkusen
- In Wind und Sonne, 1936, im Grugapark in Essen
- Die kleine Schauende, 1936, Große Deutsche Kunstausstellung München 1937
- Schreitende, Bronze 1936
- Sportler, 1937 aufgestellt beim Haupteingang der Marineschule Mürwik
- Die Schauende, 1938 Autobahnrasthaus am Chiemsee[27]
- Die Woge[28] im Rosengarten Kyritz[29]
- Die Sinnende
- Sommertag
- Galatea, aufgestellt vor der Präsidentenvilla in der BND-Liegenschaft in Pullach (ehemalige Reichssiedlung Rudolf Heß)
- Olympia, 1936, wurde 2015 zusammen mit Galatea bei einer Großrazzia in Bad Dürkheim sichergestellt.[30]
- Olympia, 1937, aufgestellt in einer Grünanlage am Rathaus in Gelsenkirchen-Buer

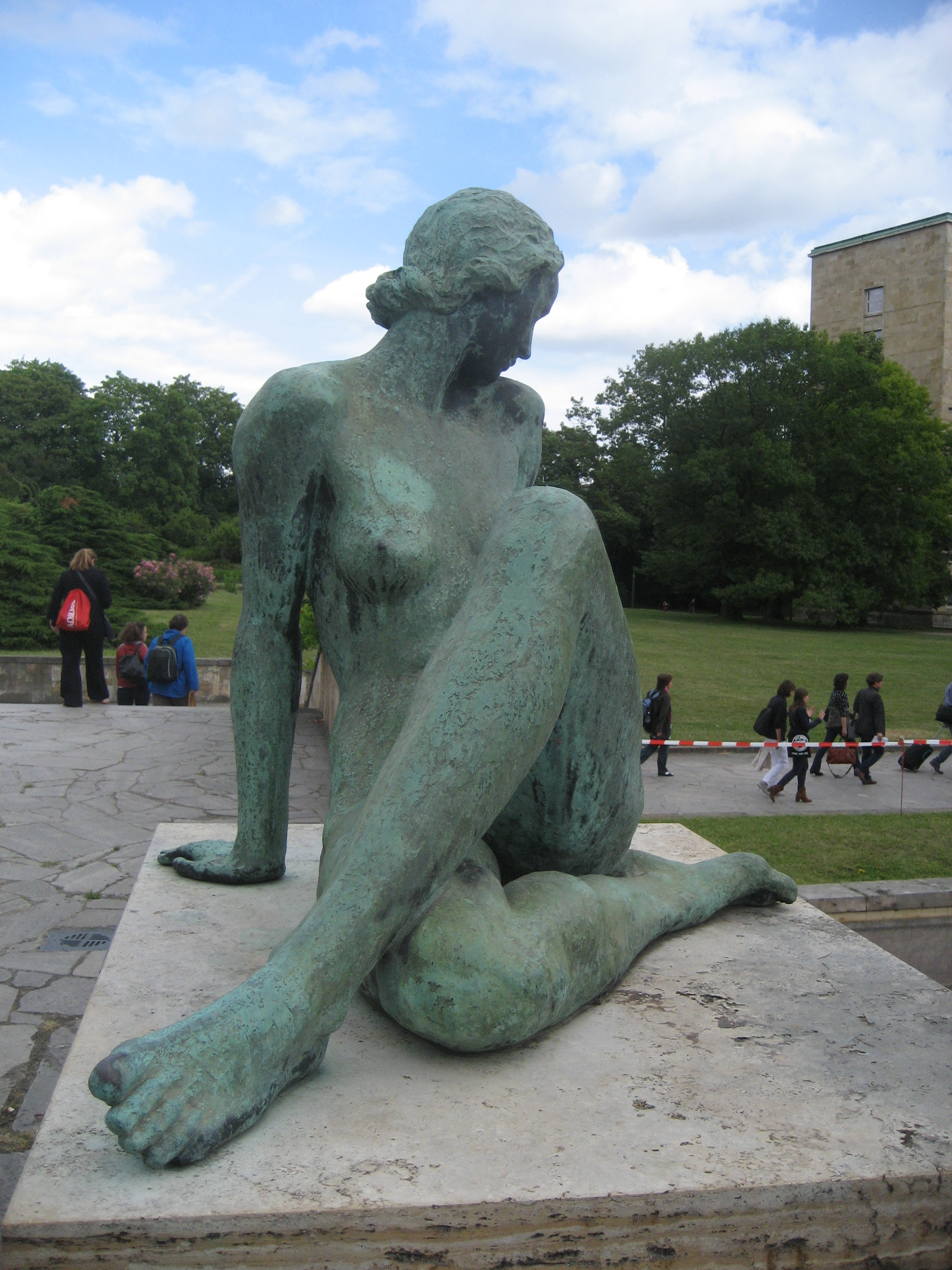
Nymphe am Wasser (Frankfurt am Main)
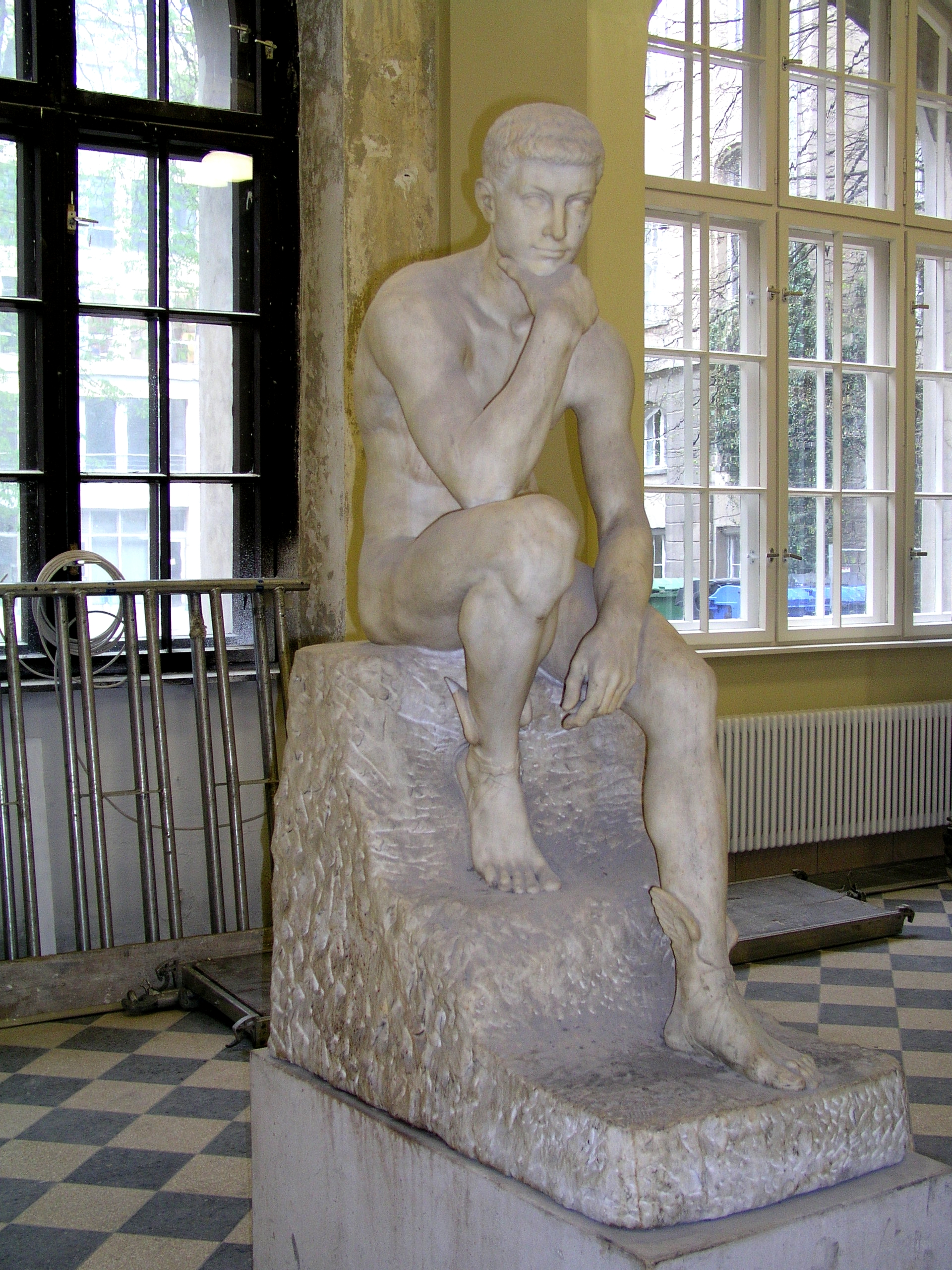
Hermes bzw. Merkur (1907) im Foyer der Wirtschaftswissenschaftlichen Fakultät der Humboldt-Universität
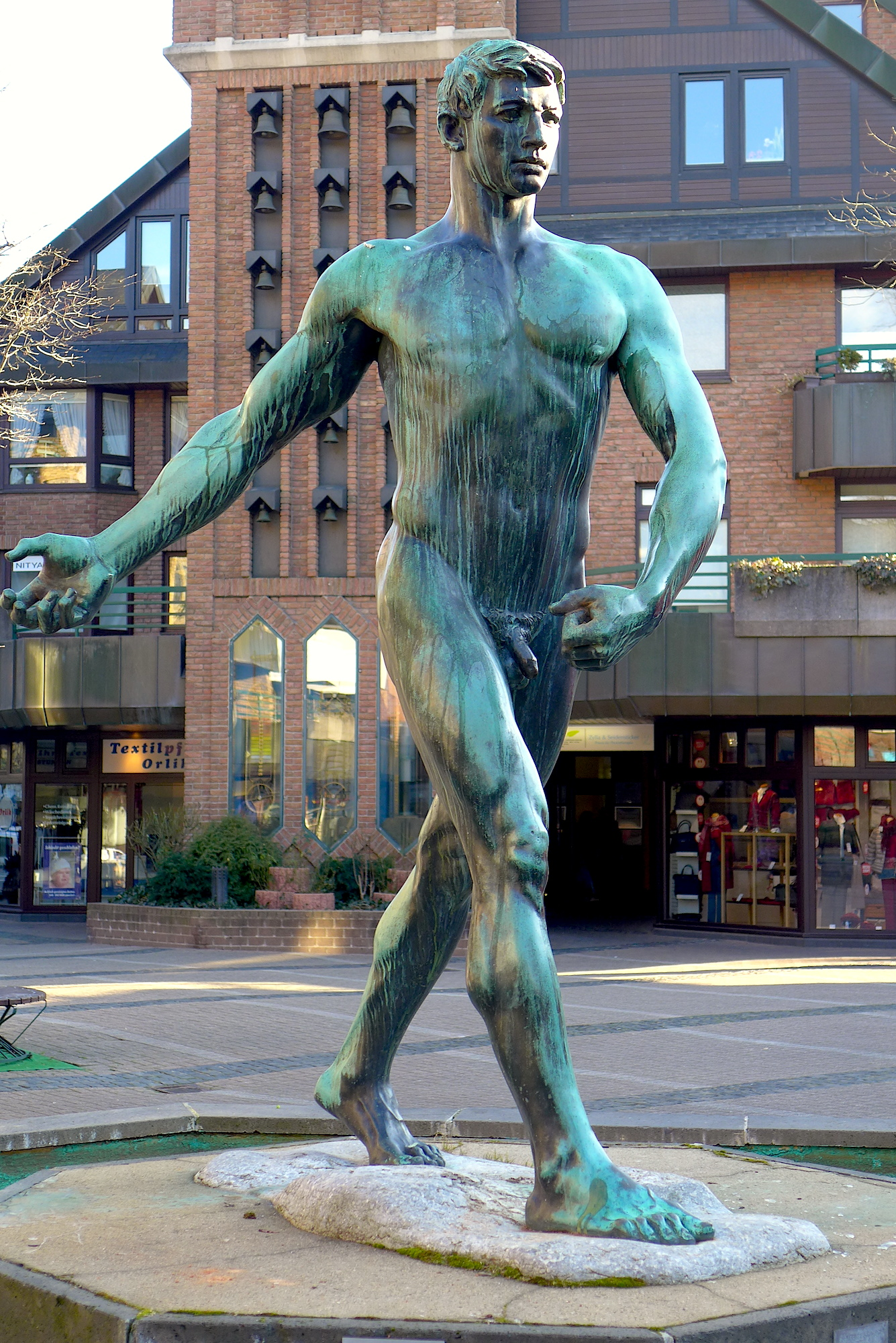
Der Sämann (1912)
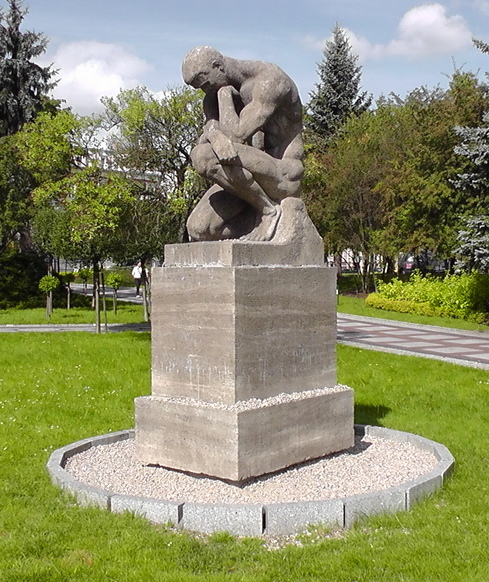
Der Gebeugte (1919)
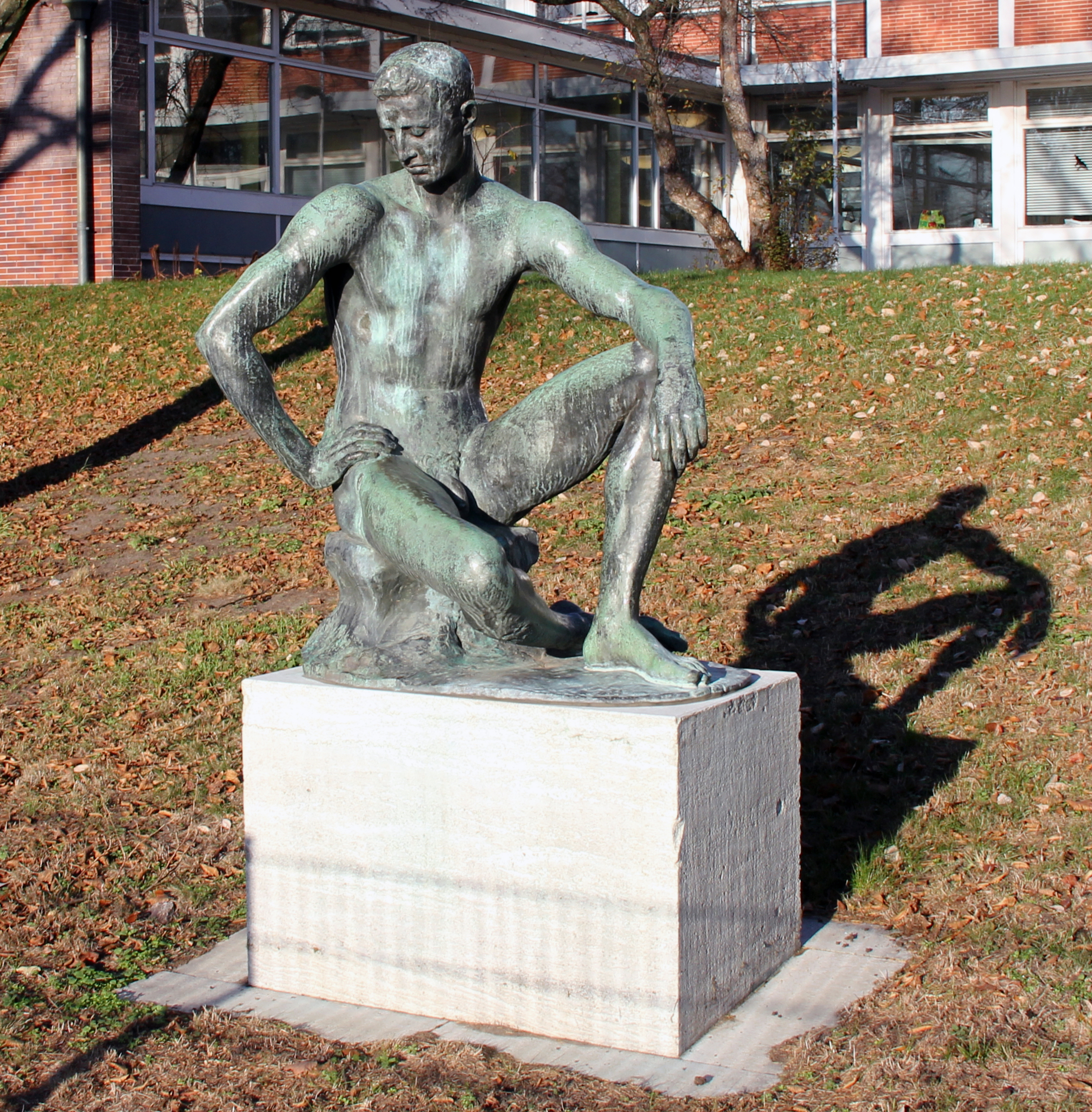
Sitzender (1925) Berlin-Reinickendorf
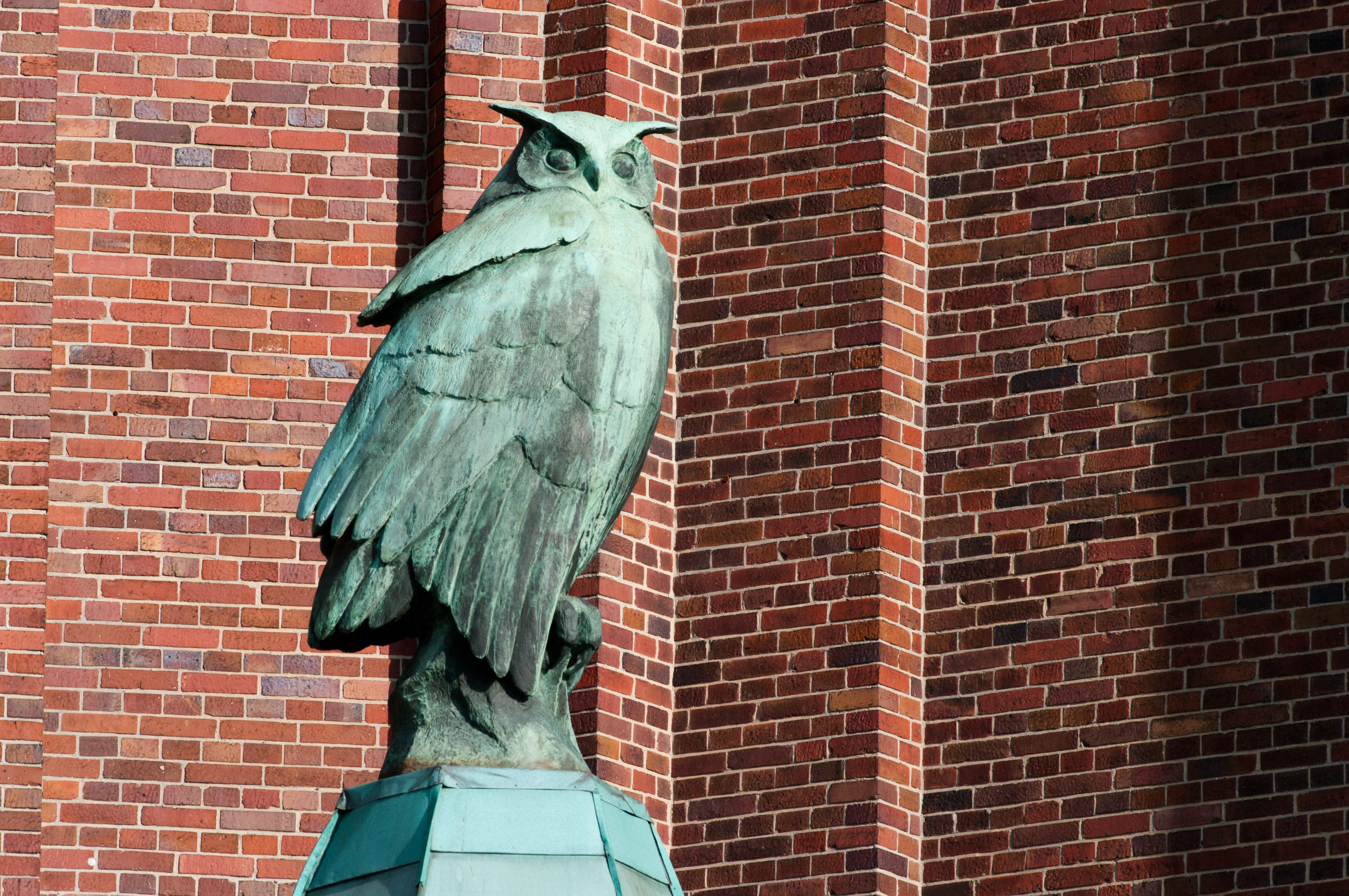
Ullstein-Eule (1927)
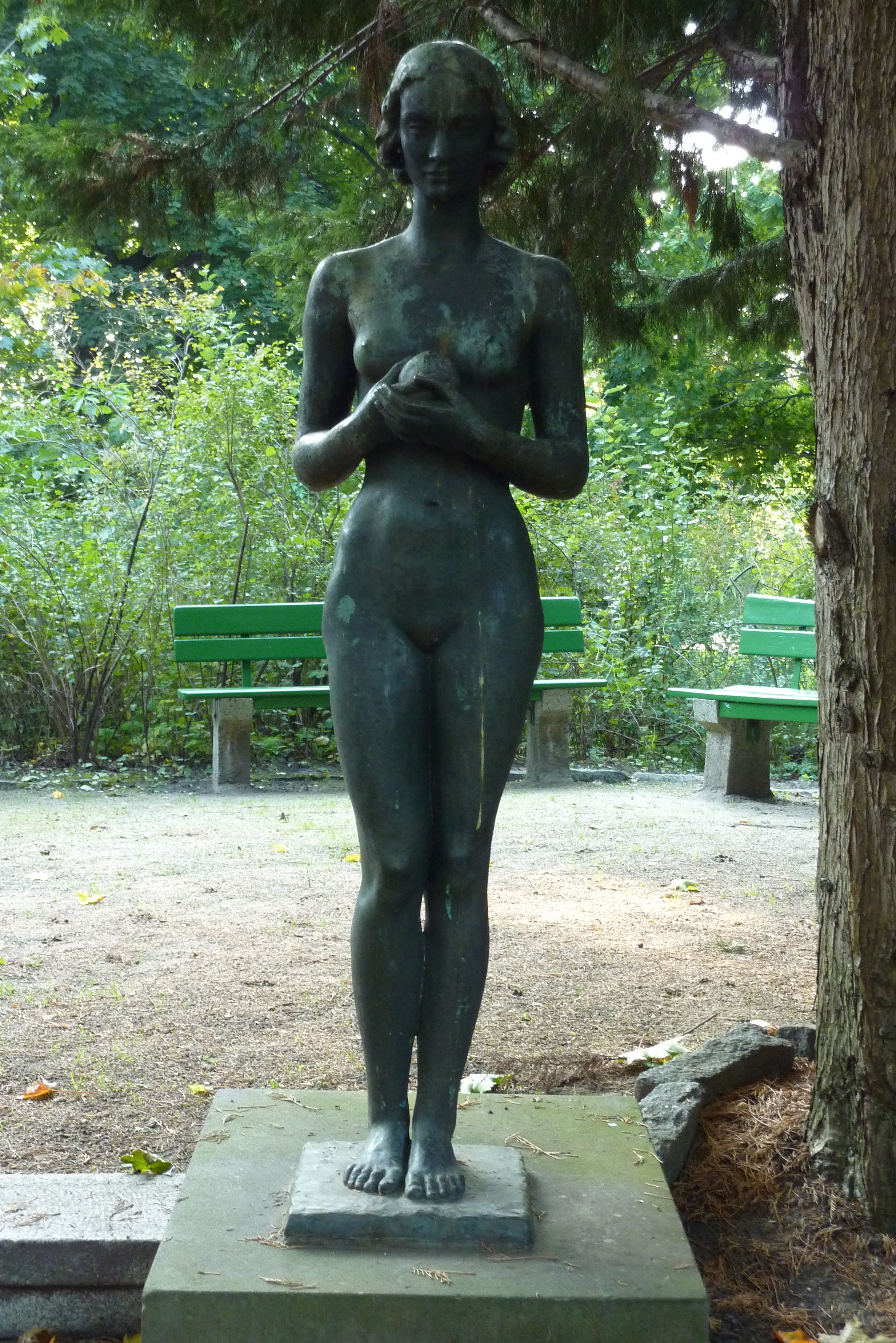
Eva (1934)
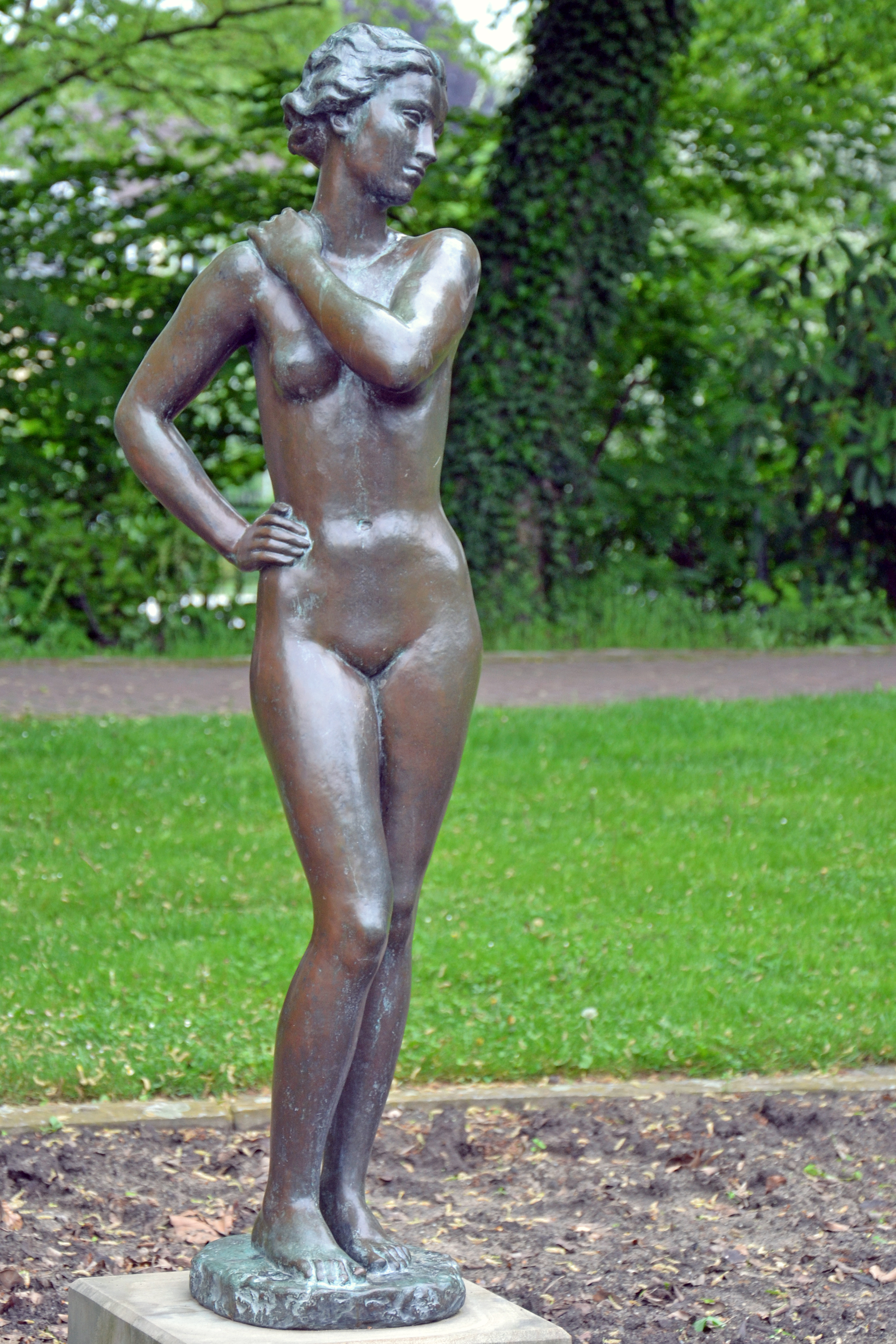
In Wind und Sonne (1936)
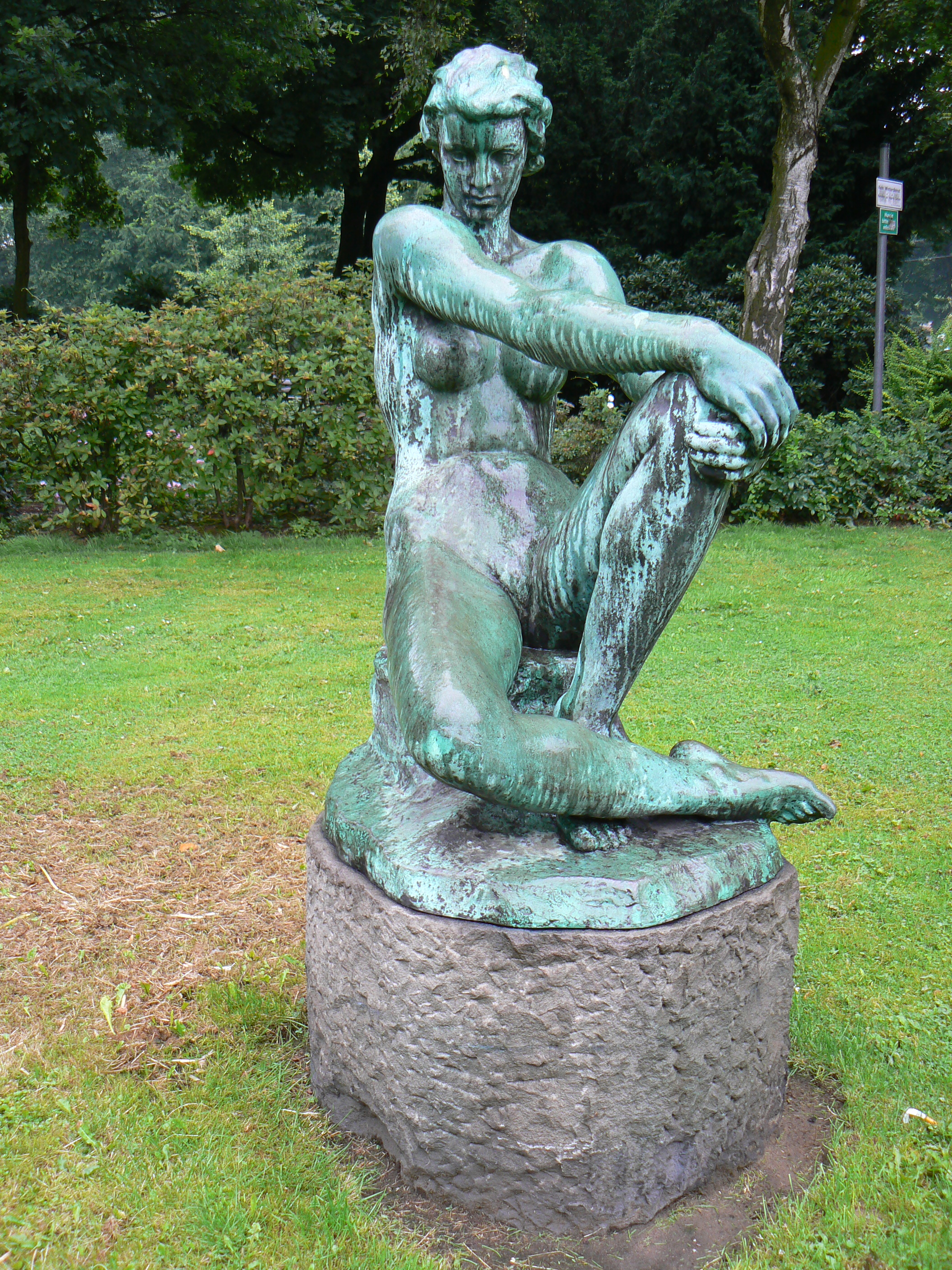
Olympia (1937)
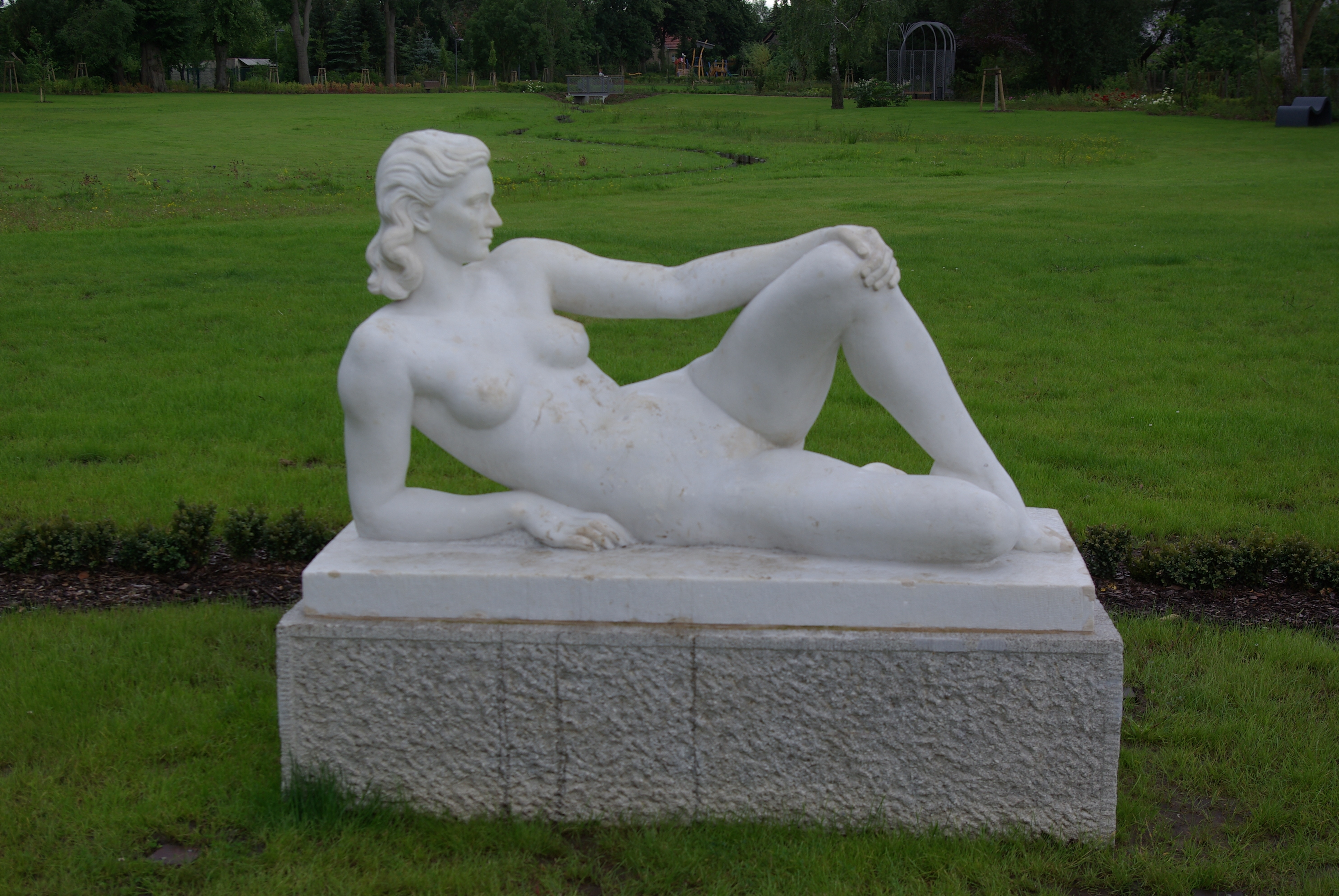
Die Woge (1940/1941) im Rosengarten von Kyritz
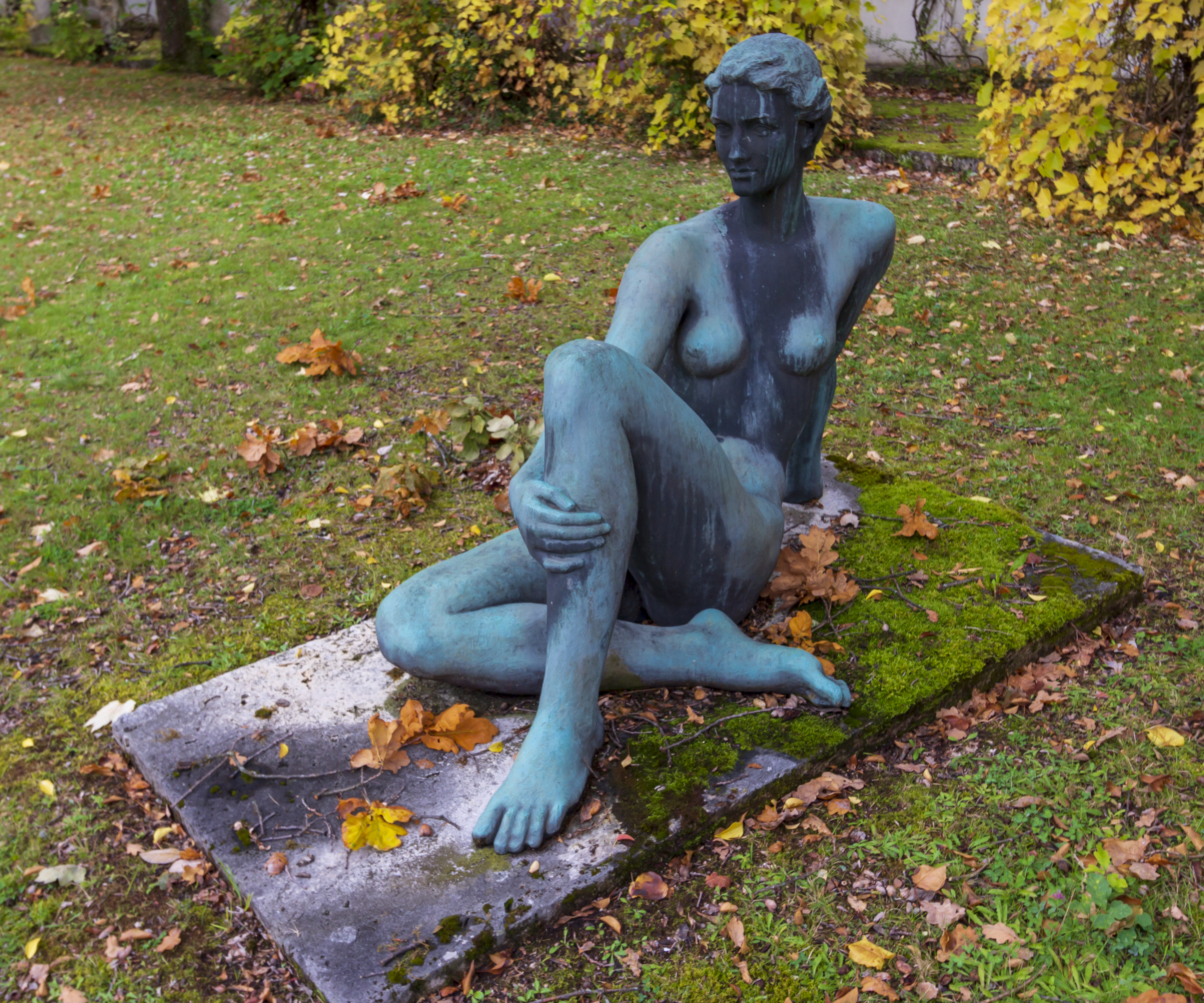
Galatea. Geschenk von Hitler an Bormann. BND-Gelände Pullach vor der Präsidentenvilla.
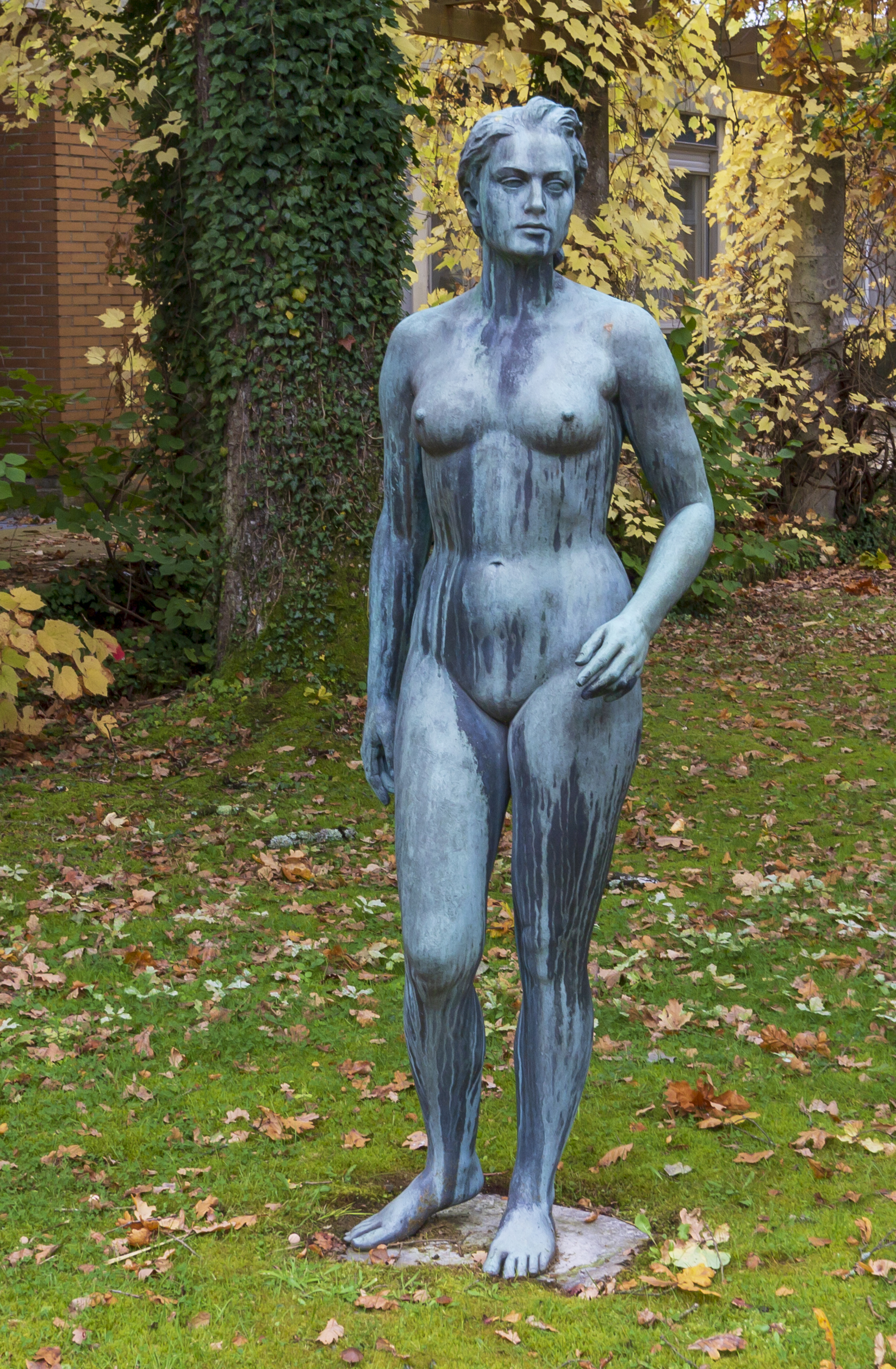
Name unbekannt. BND-Gelände Pullach.

### Denkmäler
- Berlin: Rudolf-Virchow-Denkmal, auf dem Karlplatz vor der Charité (geschaffen 1906–1910)
- Saarbrücken: Ulanen-Denkmal des Ulanen-Regiments „Großherzog Friedrich von Baden“ (Rheinisches) Nr. 7, (enthüllt 1913)
- Berlin: Emil-Fischer-Sitzbild (Sandstein, 1921, Luisenplatz, Original zerstört; Nachbildungen aus Bronze in Dahlem und Mitte)[31]
- Wetzlar: Bataillonsdenkmal 1914/1918 des Rheinischen Jägerbataillons No. 8 (1924)
- Leverkusen-Opladen: Kriegerdenkmal „Stahlhelm“, Ehrenfriedhof Rennbaumstraße (früher zentraler Teil der Anlage im Ehrenhain der Bayer-Werkskolonie III in Leverkusen-Wiesdorf)

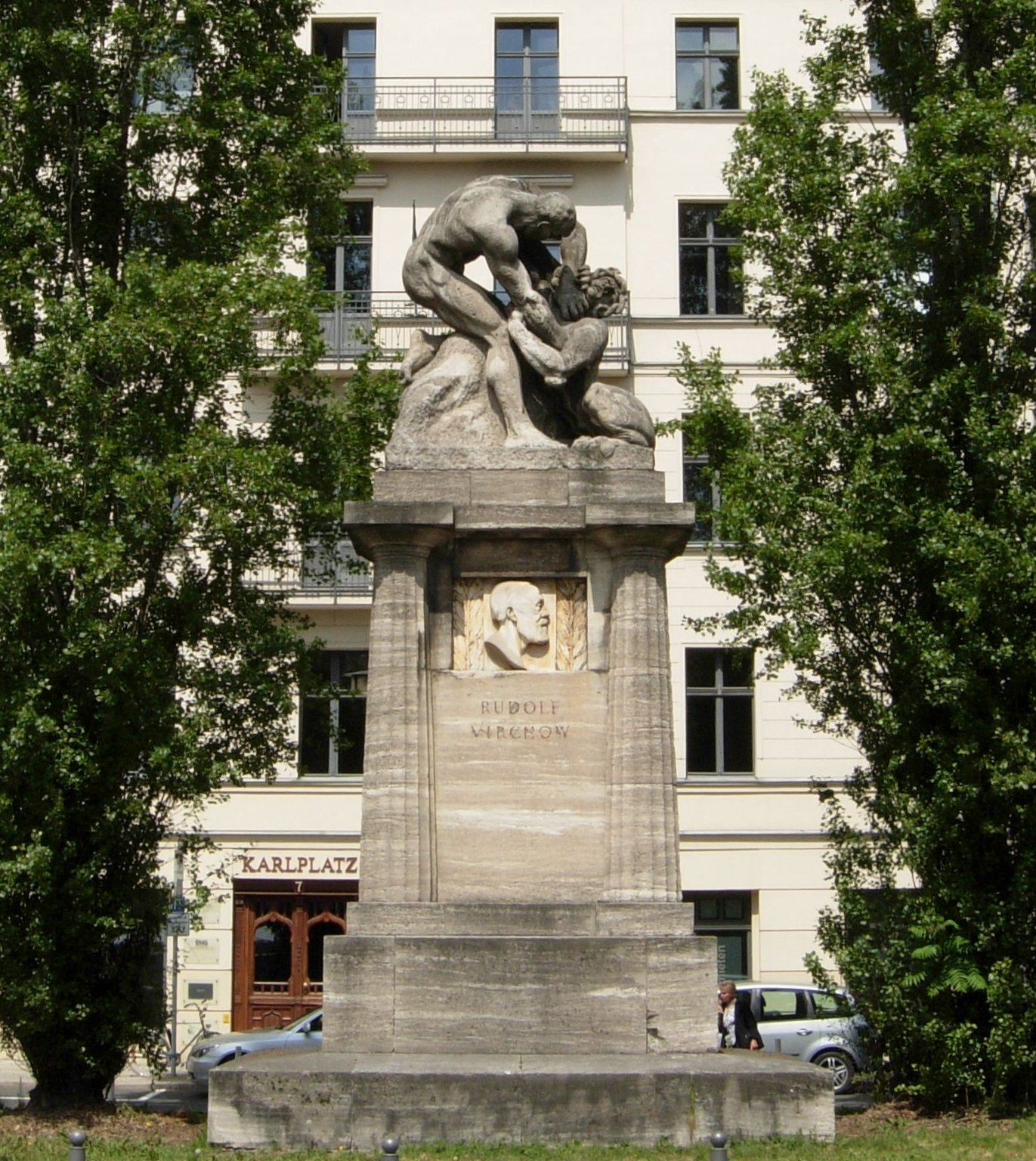
Denkmal für Rudolf Virchow (1906–1910)
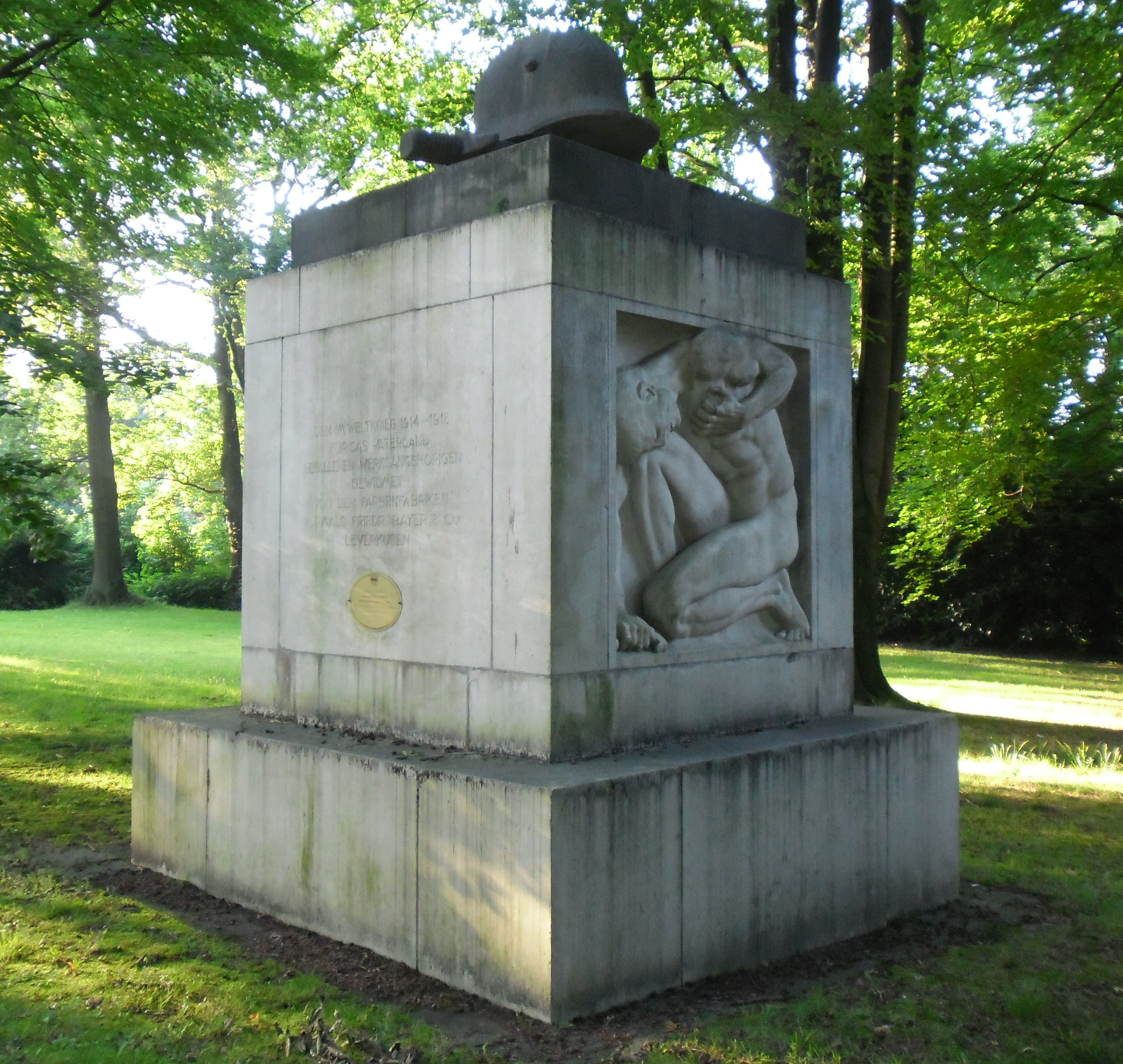
Kriegerdenkmal „Stahlhelm“ (um 1920) Opladen

### Grabdenkmäler
- Berlin-Nikolassee – Grabstein seines Sohns Reinold Klimsch (1918), Wandgrab des Juristen Friedrich Ernst (1915) und Grabdenkmal für den Maler Theo von Brockhusen (1919), alle auf dem Evangelischen Kirchhof Nikolassee
- Sacrow – Grabplatte des Politikers Ernst Scholz
- Stahnsdorf – Grabdenkmal mit Bildnis-Reliefplatte des Generals Alexander von Kluck, auf dem Südwestkirchhof Stahnsdorf
- Nordfriedhof (Düsseldorf), Feld 72 – Grabmal Behrens
- Südfriedhof Leipzig – Abt. III/7, Grabstätte Julius Friedrich Meissner, Sandstein (1903)
- Hauptfriedhof Frankfurt am Main – Grabmal Alois Alzheimer (1915)
- Floratempel für Carl Duisberg im Carl-Duisberg-Park (Chempark/Bayerwerk), Kaiser-Wilhelm-Allee, Leverkusen

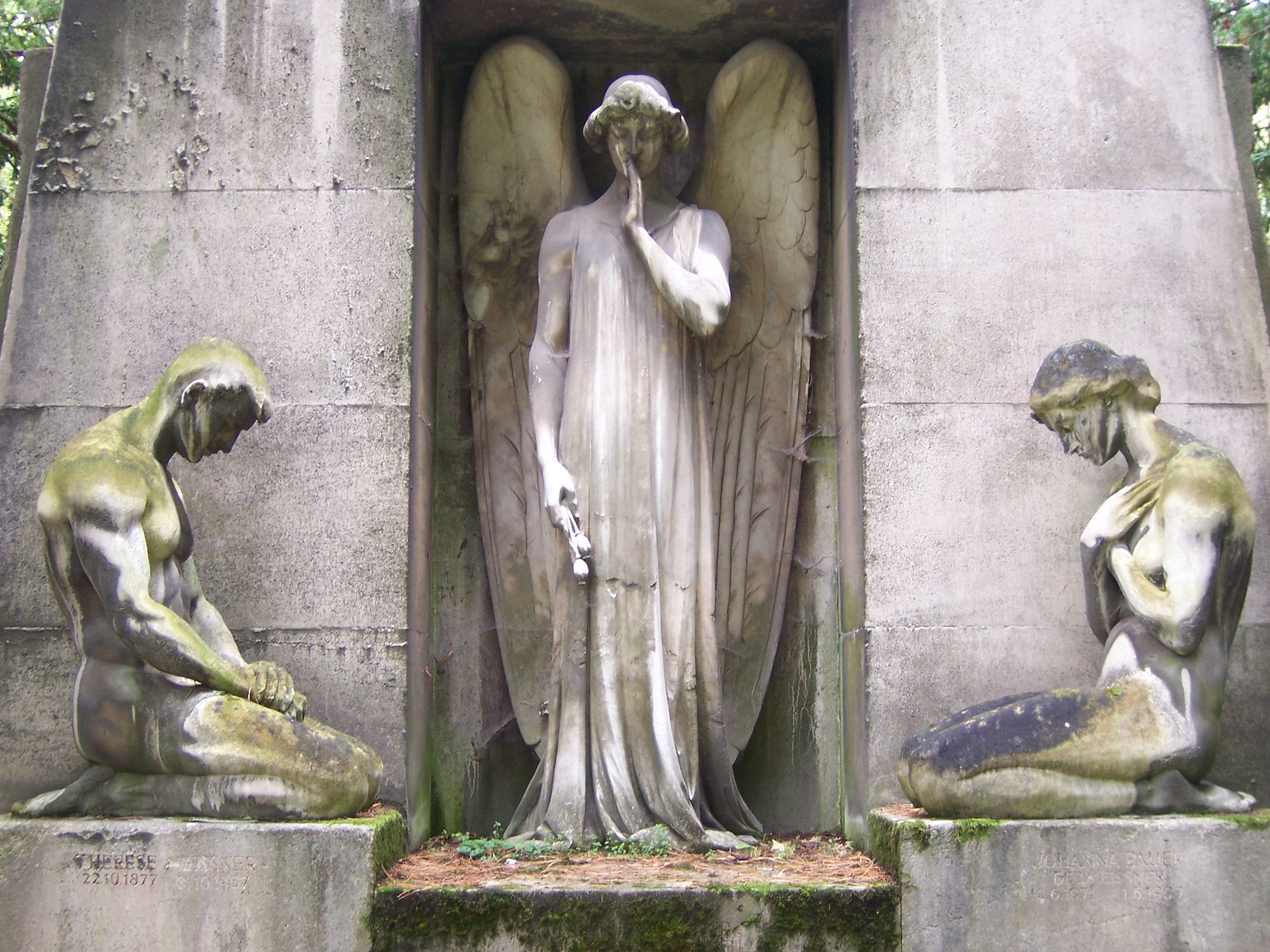
Monumentale Figurengruppe Grabmal Meissner, Südfriedhof Leipzig (1903)
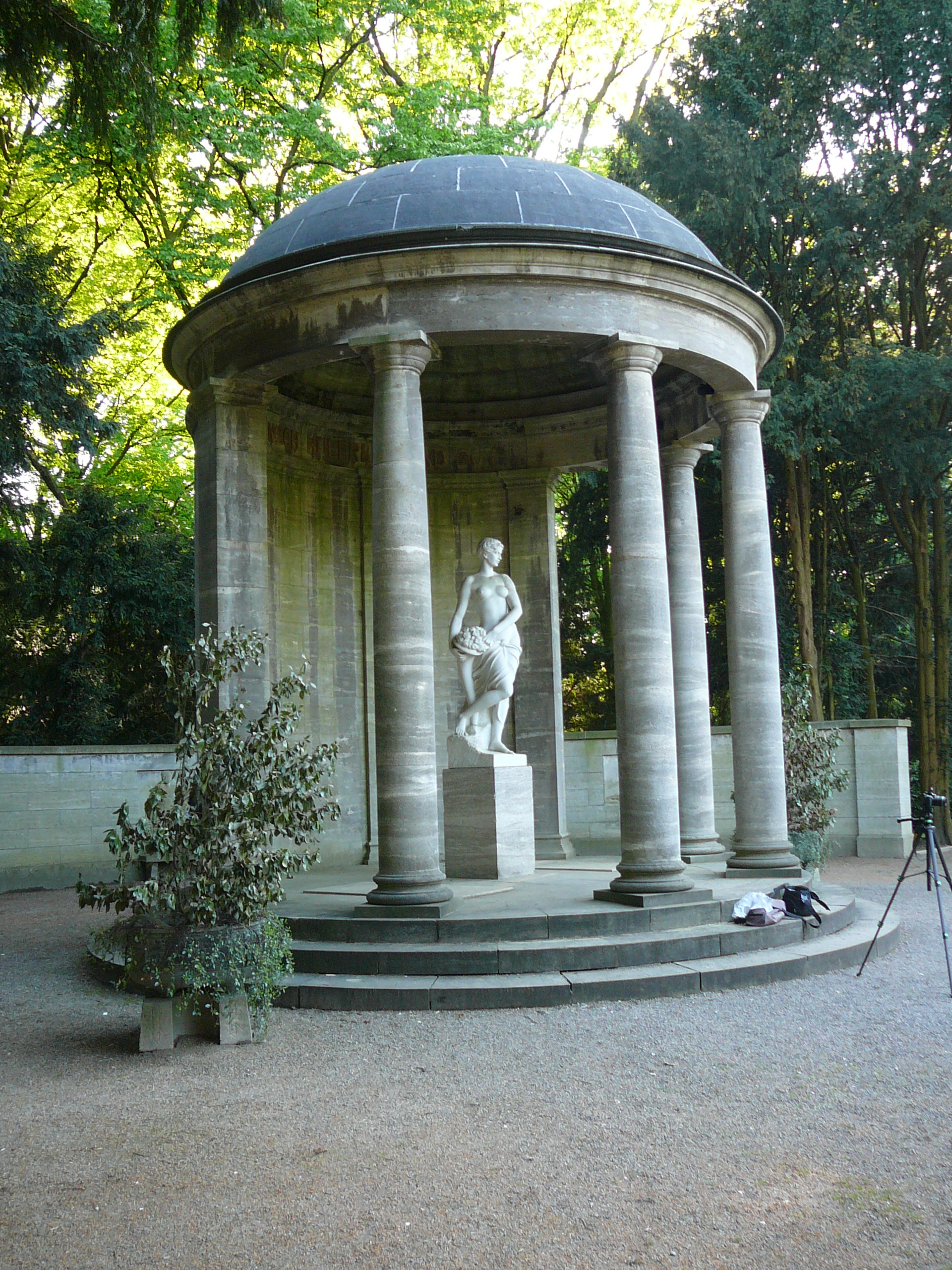
Floratempel Ruhestätte Carl Duisberg
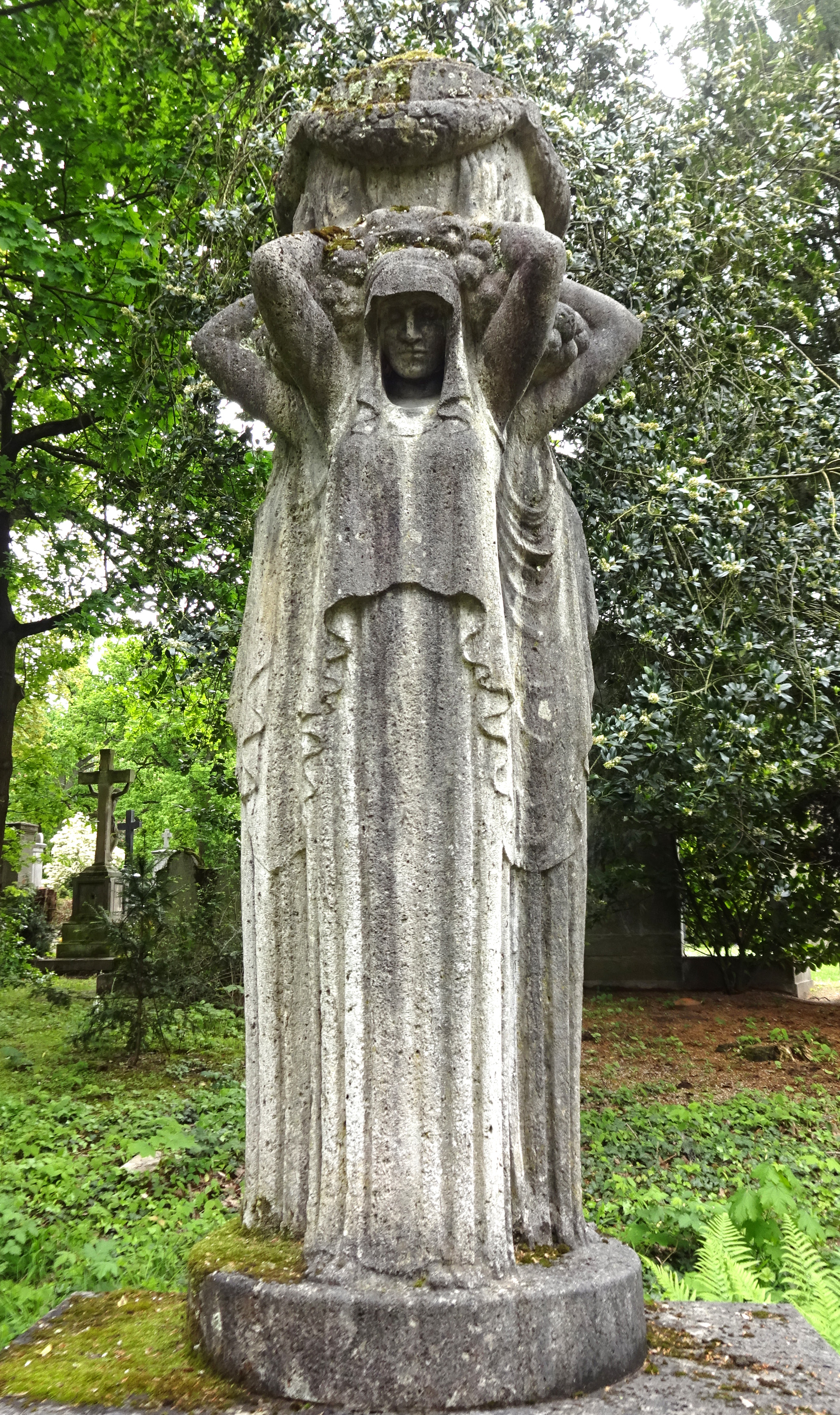
Grabmal Behrens
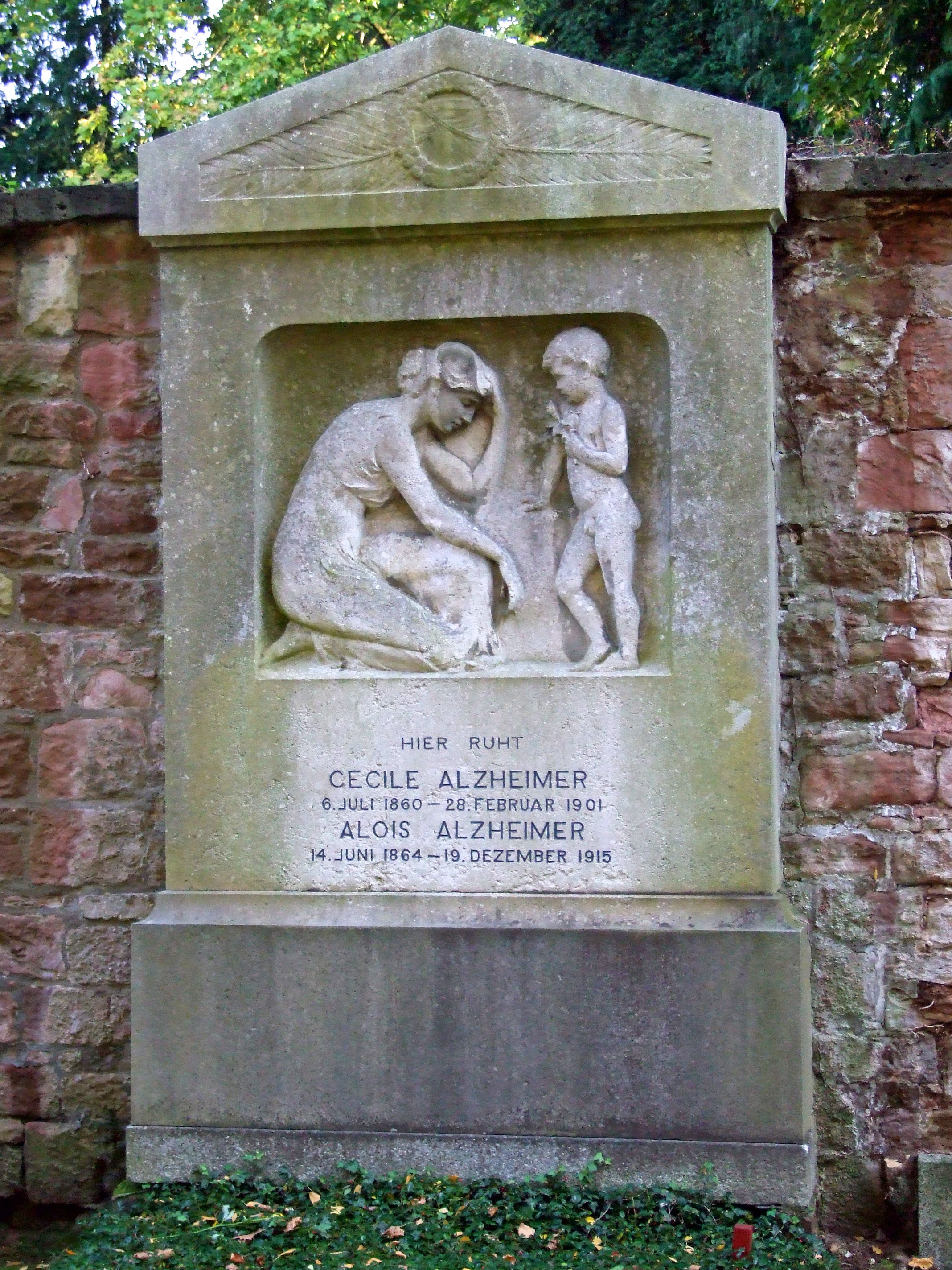
Grabmal Alois Alzheimer
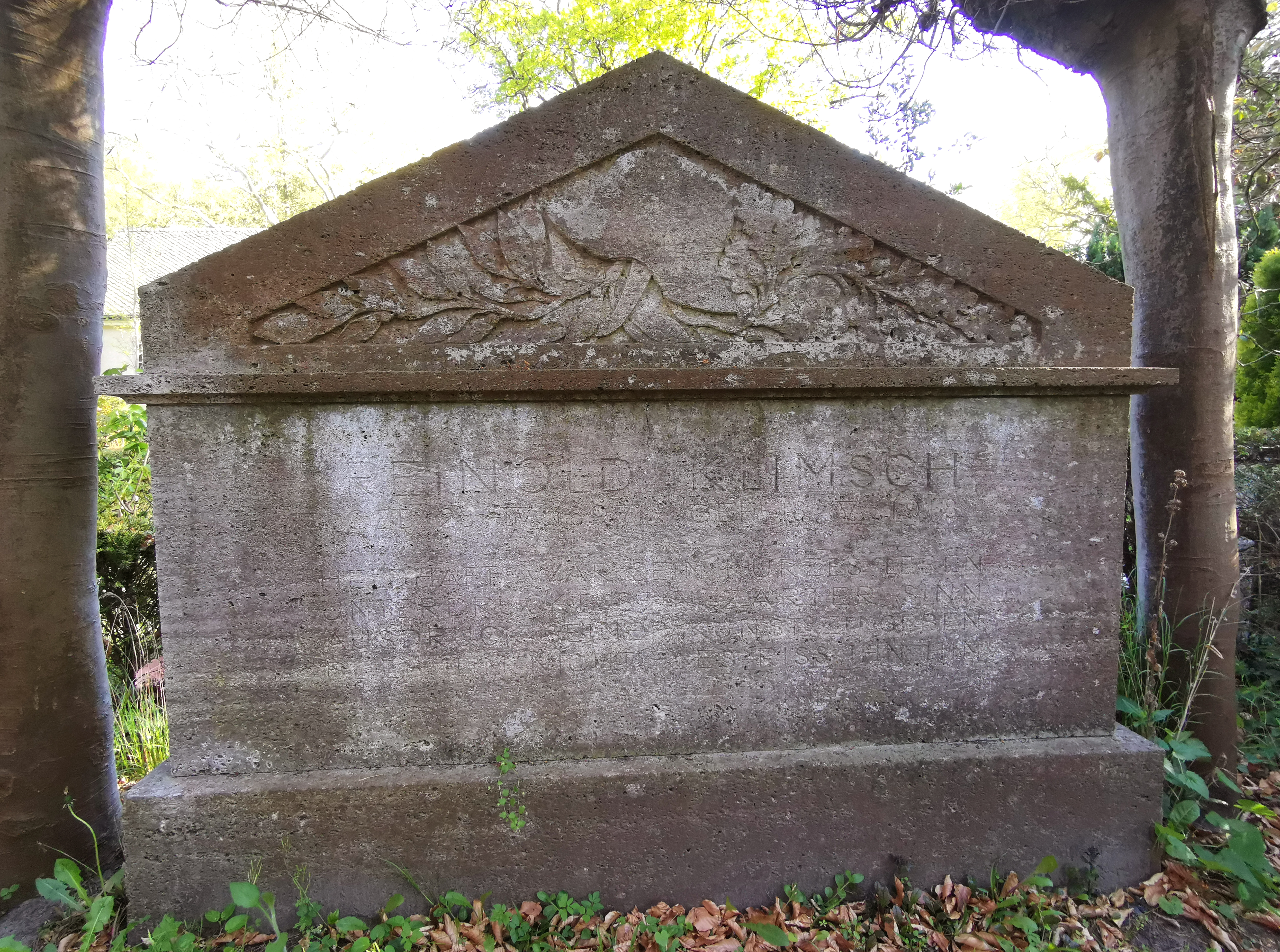
Grabdenkmal seines Sohnes Reinold Klimsch (1918)

### Wettbewerbsbeteiligung(en)
- Im Jahr 1900 veranstaltete das Preußische Kultusministerium einen offenen Kunstwettbewerb zur Gestaltung eines Monumentalbrunnens für den Minervaplatz in Oppeln, an dem sich der damals in Charlottenburg wohnende Klimsch beteiligte. Die allgemeine Vorgabe lautete „… ein ernstes charakteristisches Werk deutscher Kunst“ zu gestalten. Klimsch hatte einen in ein Muschelhorn stoßenden See-Zentauren modelliert. Insgesamt wurden von einer Jury zehn Entwürfe preisgekrönt, der Entwurf von Klimsch kam zwar in die engere Wahl, wurde aber nicht ausgeführt. Stattdessen konnte der Ceresbrunnen in kurzer Zeit realisiert werden.[32][33]

## Ausstellungen (Auswahl)
- 2010/2011: August Gaul – Fritz Klimsch, Museum Giersch, Frankfurt am Main